# Staatliche Universität Tomsk

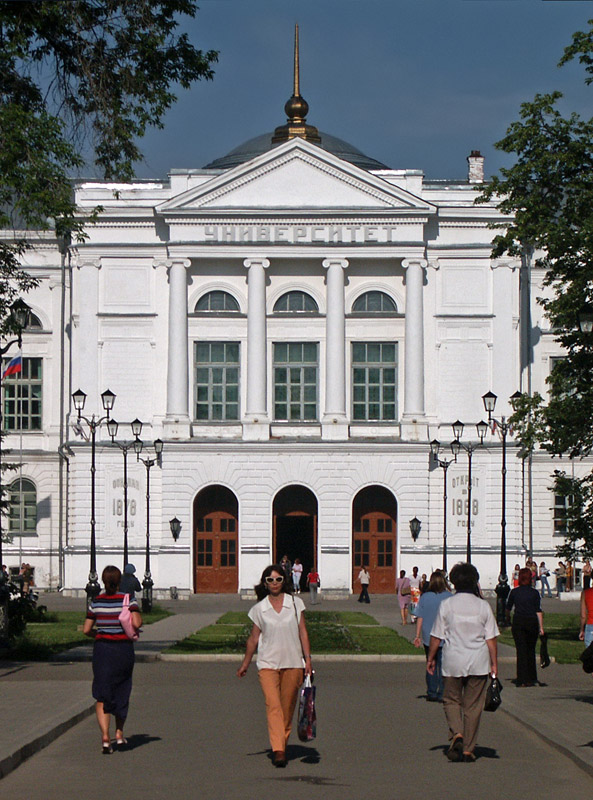
Hauptgebäude

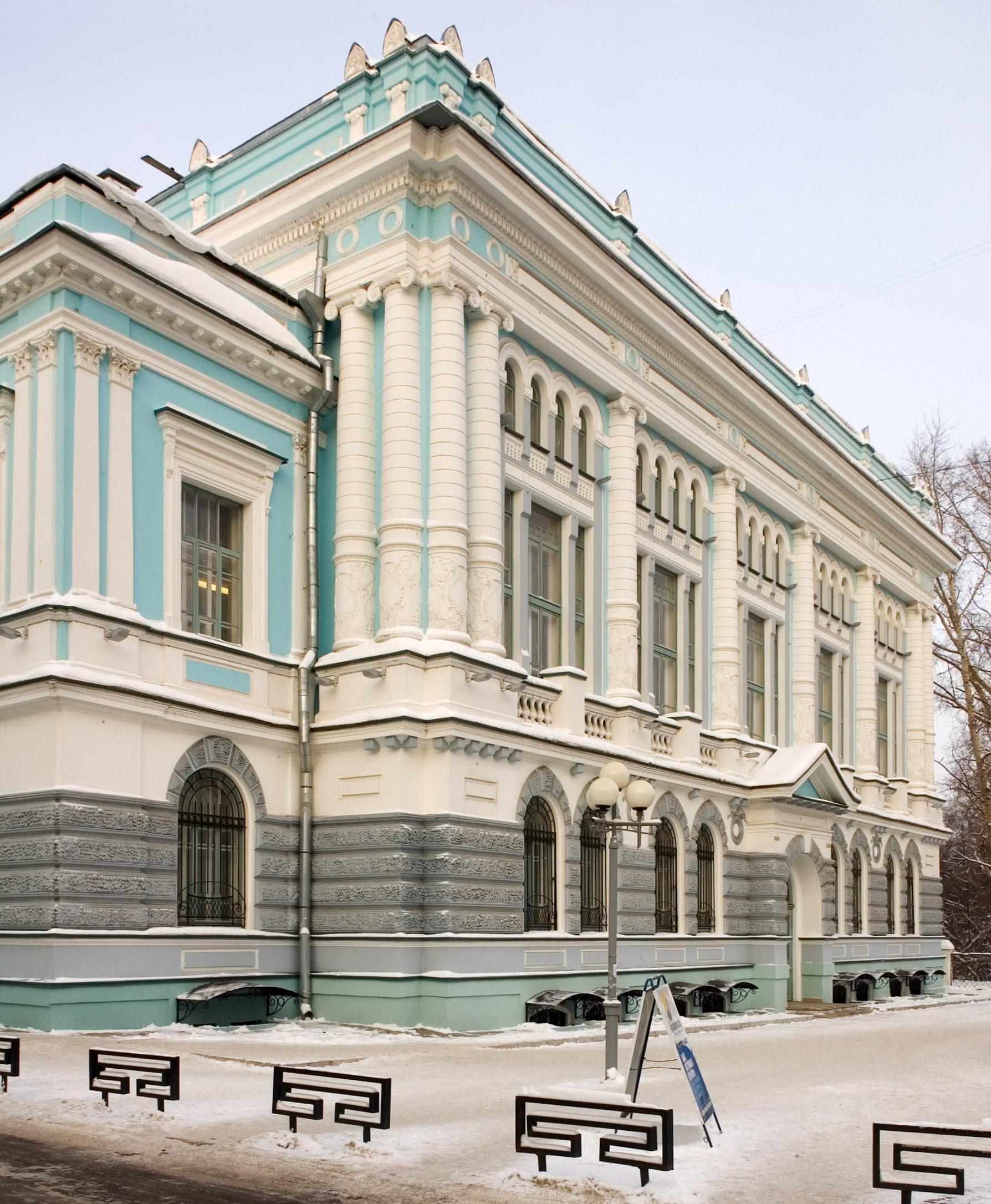
Universitätsgebäude

Die Staatliche Universität Tomsk (oder Tomsker Staatliche Universität), kurz TSU, (russisch Томский государственный университет, kurz ТГУ) ist eine staatliche Universität in der russischen Stadt Tomsk und die älteste Universität in Sibirien.
Die Tomsker Staatliche Universität wurde 1878 durch Zar Alexander II. gegründet, zehn Jahre später eröffnet und gliedert sich heute in fünf Fakultäten und 22 Abteilungen mit insgesamt 23.000 Studenten.
Die Universitätsbibliothek verwahrt bedeutsame Handschriften und Urkunden aus deutscher Provenienz.